# Franc Saar
Francul Saar (în franceză Franc sarrois, iar în germană Saar-Franken) a fost unitatea monetară a Teritoriului Bazinului Saar, din 1919 până în 1935, și a Protectoratulului Saar, din 1947 până în 1959. Valoarea sa era identică cu aceea a francului francez. 

## Istoria francului Saar

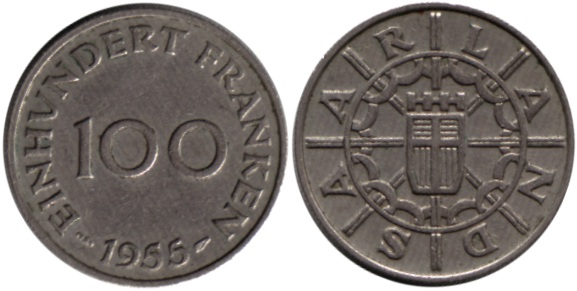
100 de franci Saar

În urma Primului Război Mondial și a dispozițiilor cuprinse în Tratatul de la Versailles, Franța a primit de la Societatea Națiunilor și ca titlu de despăgubiri, mandatul de administator al Teritoriului Bazinului Saar (în germană, Saarbeckengebiet), care cuprindea, în mod deosebit, mine de cărbuni. Era un teritoriu autonom, detașat de cel al Republicii de la Weimar.
Bancnote de 1 franc și de 50 centimes sau fost tipărite  în 1919 la minele domeniului Saar, un bazin în care huila era exploatată de Franța. Abia în mai 1921 marca este înlocuită, în mod oficial, de franc francez. În 1930, bancnotele uzuale franceze erau folosite pe acest teritoriu. La revenirea teritoriului Saar la Germania în 1935, în urma organizării unui plebiscit, reichsmark a înlocuit francul. Rata de schimb a fost de 1 franc pentru 0,1645 reichsmark.
La sfârșitul celui de al Doilea Război Mondial, Franța a reocupat Saar și a organizat un protectorat economic și politic. Marca Saar a înlocuit reichsmark în iunie 1947, înainte de introducerea francului francez, la 20 noiembrie 1947, cu rata de schimb de 20 de franci pentru 1 marcă Saar. La sfârșitul anului 1947 se constituie statul independent sub numele de Saarland.
Începând din 1954 sunt emise piesele specifice cu inscripțiile în germană (FRANKEN, SAARLAND): în 1954, piesele de 10, 20 și 50 de franci, care prezentau instalații miniere, precum și ecusonul teritoriului Saar, apoi în 1955, piesele de 100 de franci, cu ecusonul înconjurat de o cunună. Aceste piese nu au constituit o „monedă Saar” (care nu exista), ci se referă la francul francez. Ele au fost identice cu monedele francului francez din epocă, în privința mărimii, greutății și aliajului metalic, distingându-se doar prin motivele desenelor. Piesele metalice și bancnotele franceze erau acceptate să circule pe teritoriul protectoratului Saar. Din contra, emisiunile specifice Saarului nu puteau circula în Franța, decât în aglomerațiile urbane de frontieră.
În urma unui referendum, organizat la 20 octombrie 1955, în rândul populației locale, Saar este reînapoiată Republicii Federale Germania, la data de 1 ianuarie 1957.
Uniunea vamală între Saar și Franța a luat sfârșit la 6 iulie 1959: la această dată, francul francez a fost definitiv înlocuit de Deutsche Mark, cu rata de schimb de 0,8507 de mărci pentru 100 de franci francezi.

## Monede metalice emise
| Denumirea   | Emisiunea | Materialul     | Forma   | Imaginea monedei |
| ----------- | --------- | -------------- | ------- | ---------------- |
| 10 Franken  | 1954      | Bronz-aluminiu | rotundă |                  |
| 20 Franken  | 1954      | Bronz-aluminiu | rotundă |                  |
| 50 Franken  | 1954      | Bronz-aluminiu | rotundă |                  |
| 100 Franken | 1955      | Cupro-nichel   | rotundă |                  |

## Bancnotele emise

### Bancnotele emise între 1919 și 1935

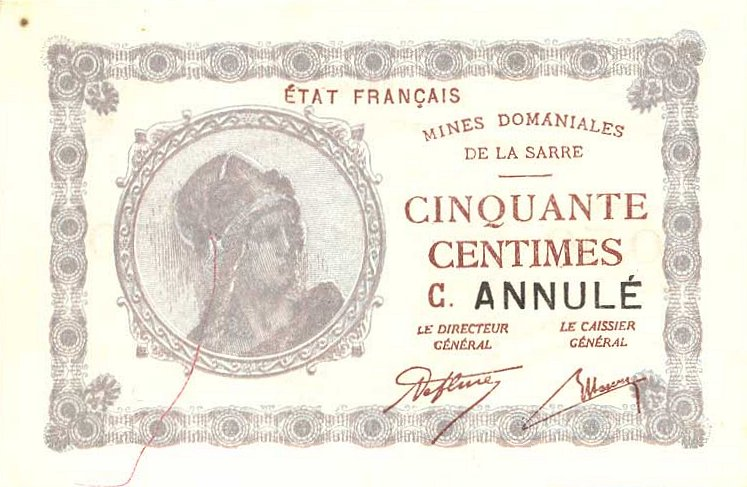
Bancnotă cu valoarea nominală de 5o centimes « Mines domaniales de la Sarre » 1919 (avers)
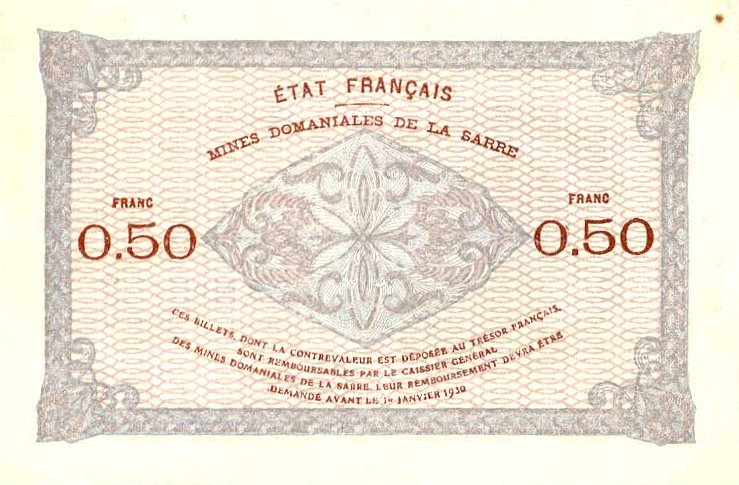
Bancnotă cu valoarea nominală de 5o centimes « Mines domaniales de la Sarre » 1919 (revers)
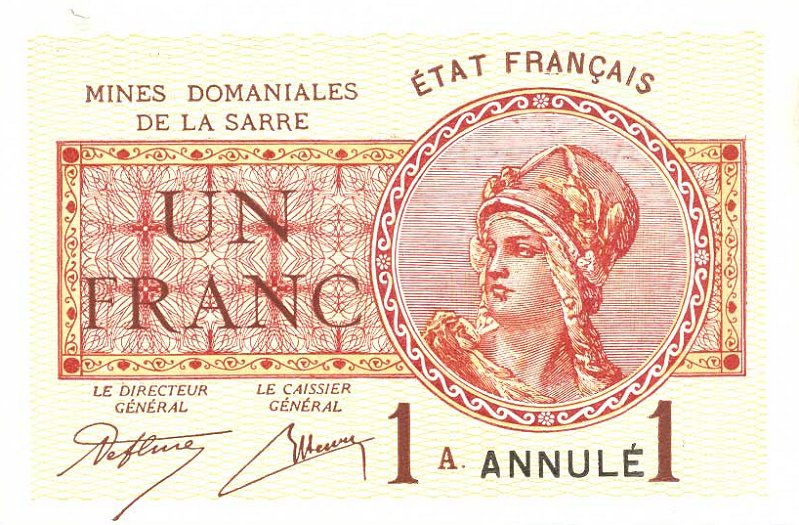
Bancnotă cu valoarea nominală de 1 franc « Mines domaniales de la Sarre » 1919 (avers)
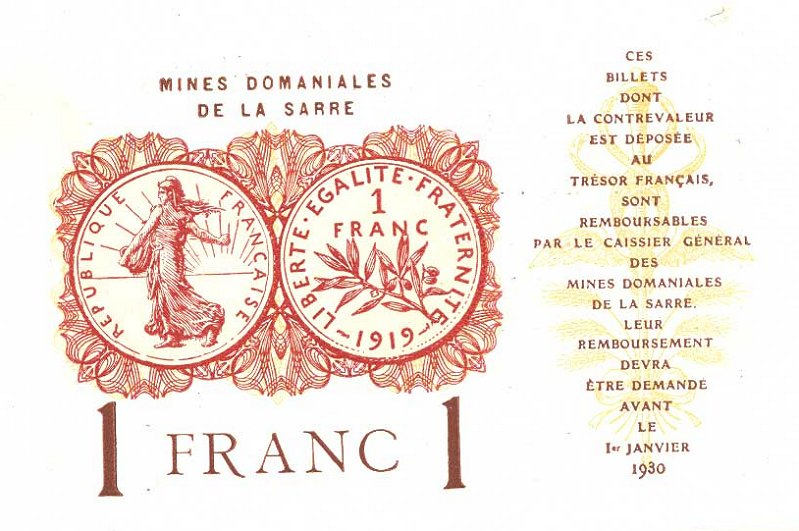
Bancnotă cu valoarea nominală de 1 franc « Mines domaniales de la Sarre » 1919 (revers)
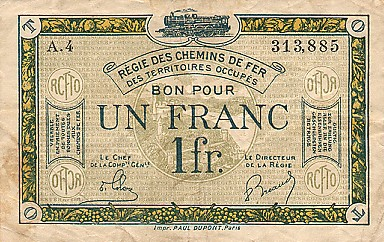
Bancnotă cu valoarea nominală de 1 franc « Régie des Chemins de fer » 1923 (avers)
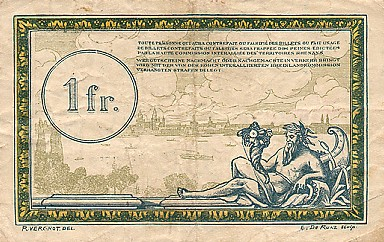
Bancnotă cu valoarea nominală de 1 franc « Régie des Chemins de fer » 1923 (revers)

### Bancnotele emise între 1947 și 1959
Bancnotele au fost emise de Trezoreria Franceză cu mențiunea „Territoires occupés” (1947) valabile și în Berlinul Occidental:

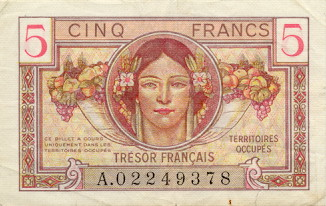
Bancnotă cu valoarea nominală de 5 franci francezi, tip 1945 (revers)
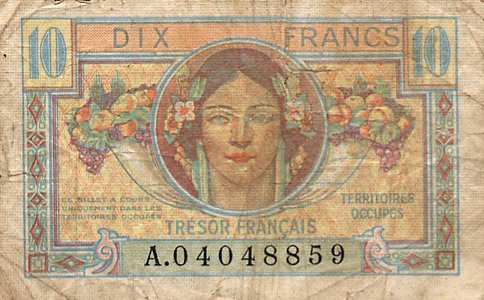
Bancnotă cu valoarea nominală de 10 franci francezi, tip 1945 (revers)
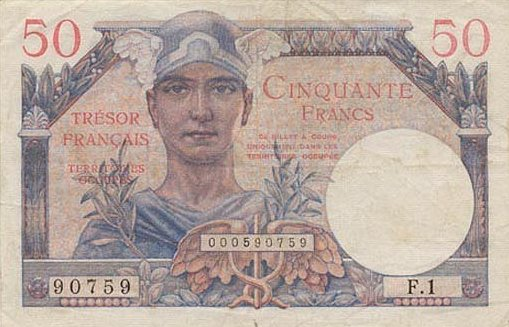
Bancnotă cu valoarea nominală de 50 de franci francezi, tip 1945 (revers)
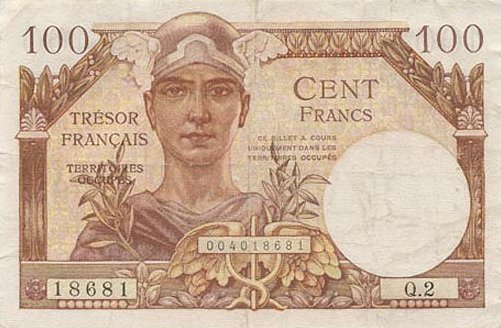
Bancnotă cu valoarea nominală de 100 de franci francezi, tip 1945 (revers)

Există și o cupiură de 1.000 de franci francezi și emisiuni cu contramarca „NF - Nouveaux Francs” (1958).